# Kölner Karneval
Kölner Karneval, ce qui signifie carnaval de Cologne en allemand (syn. ‘Blue Girl’ au Royaume-Uni et aux États-Unis, ‘Cologne Carnival’, ‘KORgi’) est un cultivar de rosier hybride de thé obtenu en Allemagne de l'Ouest par Reimer Kordes en 1964.

## Description
'Kölner Karneval' forme un petit buisson compact de 75 cm à 90 cm de hauteur et de 50 cm à 60 cm de largeur. Il donne des fleurs uniques (40 pétales courtes légèrement en pointe avec un cœur tubulaire) de couleur parme à lavande pâle aux reflets argentés d'une qualité exceptionnelle et qui vire presque au bleu très pâle sous le soleil. Elles exhalent un léger parfum. Les feuilles de 'Kölner Karneval' sont vert foncé d'un aspect brillant. Sa zone de rusticité s'étend jusqu'à 7b. Cette rose est idéale pour les plates bandes et les fleurs coupées et résiste aux maladies si elle est bien traitée.
Grâce à sa couleur extraordinaire, 'Kölner Karneval' est présent dans de nombreuses roseraies du monde, comme au Bush’s Pasture Garden, au Brooklyn Botanic Garden, à la roseraie de la fondation Carla Fineschi en Toscane, au Cranford Rose Garden, à l'International Rose Test Garden de Portland, au San Jose Heritage Rose Garden ou encore à l'Europa-Rosarium de Sangerhausen en Allemagne.
En 1964, 'Kölner Karneval' a obtenu une médaille d'or au festival des roses de Rome.

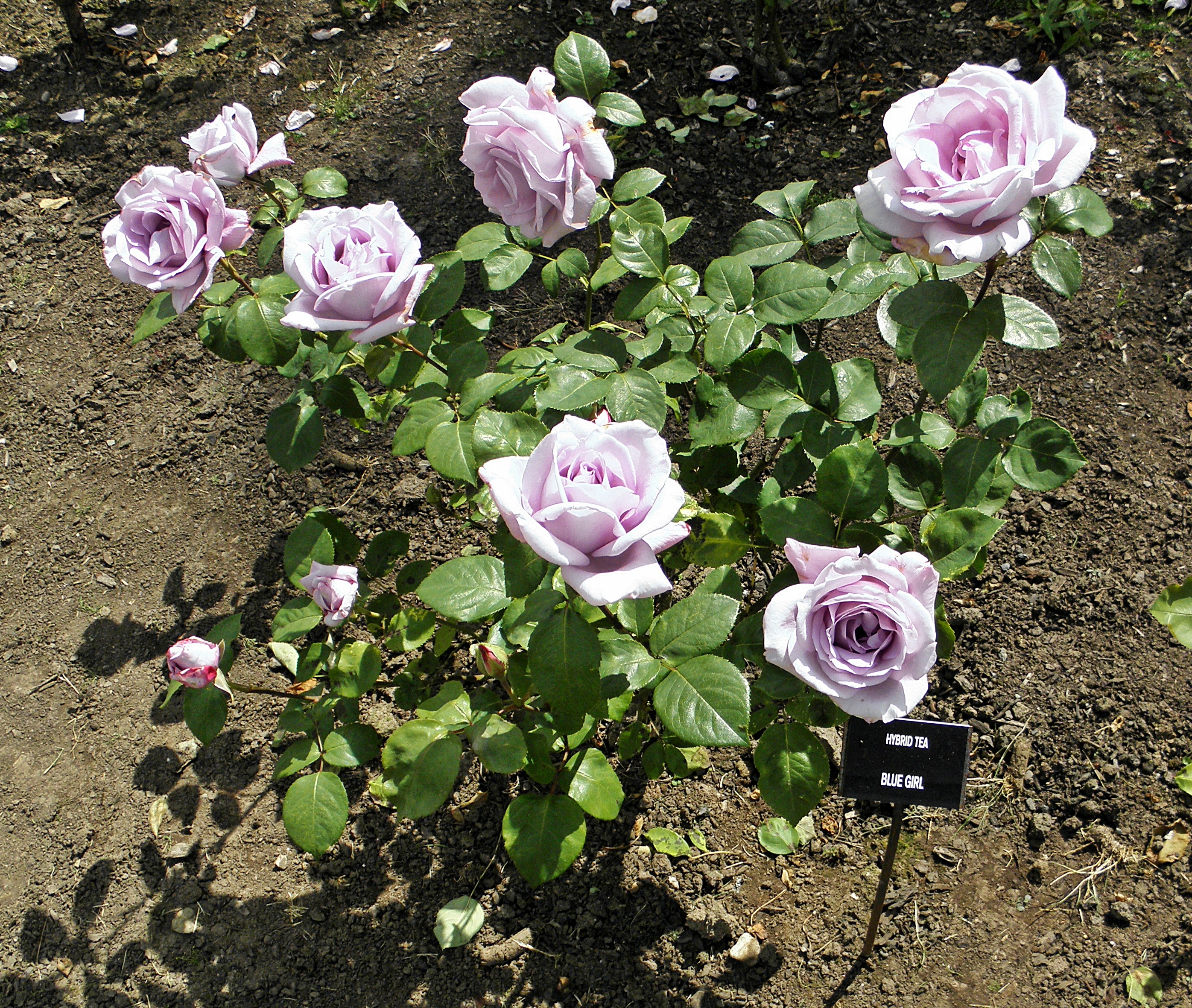
'Kölner Karnival' ('Blue Girl') en buisson au Bush’s Pasture Park Rose Garden, dans l'Oregon.